# Isla Sandwip
La Isla Sandwip (en Bengalí: সন্দ্বীপ) es una isla en la costa sur oriental de Bangladés. También se puede escribir "Sandvip" las 2 formas son las más usadas. Pertenece a la subdivisión o Distrito de Chittagong. Está situado en el estuario del río Meghna en la bahía de Bengala y separada de la costa por el canal de Chittagong Sandwip. Tiene una población de casi 400.000 personas. Hay 15 uniones o poblados en Sandwip, 62 mahallas y 34 aldeas en la isla de Sandwip. Toda la isla es de 50 kilómetros de largo por 5,15 de ancho.
Sandwip es una isla histórica para Bangladés. Se encuentra en el lado noreste de la bahía de Bengala, cerca de los principales puertos de Chittagong. Es una de las islas más antiguas de Bangladés. Fue gobernada por diversas personalidades en diferentes períodos de tiempo. Fue una vez un estado independiente gobernado por Delwar Khan, siendo gobernado por numerosos y diversos dirigentes.
Cerca de trescientos barcos de sal al año se cargan para la exportación desde el puerto de Sandwip. 

## Uniones de Sandwip
- Azimpur
- Bauria
- Haramia
- Horishpur
- Kalapania
- Maitbhanga
- Mogdhara
- Musapur
- Santoshpur
- Gasua
- Amanullah
- Rahmatpur
- Sharikiat

## Historia
La Isla Sandwip en Bangladés tiene un legado histórico y artístico. La isla en sí es de aproximadamente 3000 años de antigüedad y ha sido gobernada por muchas personas diferentes a lo largo de los siglos, incluyendo Delwar Khan. Fue un bastión pirata portugués durante el siglo XVII y todavía hoy hay algo de la arquitectura de la isla que refleja esta parte de la historia de la isla. Sin embargo, el gobernador de Bengala tuvo a bien poner fin a esto en 1665. Bajo el dominio británico su ubicación resultó un problema administrativo.

## Economía
Siendo una isla, la gente de aquí tiende a buscar oportunidades fuera (Chittagong, Daca y en el extranjero a veces). La gente de Sandwip que trabaja en el exterior están contribuyendo a la economía del país mediante el envío de grandes cantidades de remesas hacia casa. Muchos de los locales que residen en los Emiratos Árabes Unidos (Dubái) y EE. UU. (Nueva York) están invirtiendo en la ciudad de Chittagong, en su mayoría hacia el desarrollo de bienes raíces y centros de salud.

## Demografía
Según el censo de 1991 de Bangladés, Sandwip tiene una población de 272.179 habitantes. Los varones constituyen el 49,68% de la población, y las hembras el 50,32%. Sandwip tiene un índice promedio de alfabetismo de 35% (7 + años), mientras que el promedio nacional indica que el 32,4% sabe leer y escribir.